# Sandstorm
Sandstorm è un brano del Dj e produttore discografico finlandese Darude. Venne pubblicato per la prima volta il 15 novembre del 1999, in Finlandia, dalla 16 Inch Records, e ripubblicato in Europa nel 2000. Sandstorm fu il singolo in formato dodici pollici più venduto al mondo durante l'anno 2000. Il primo giorno di marzo del 2010, dopo oltre dieci anni dalla sua pubblicazione, la Recording Industry Association of America confermò che vennero vendute oltre 500 000 copie del singolo.

## Popolarità
Poco tempo dopo la sua uscita, il brano divenne popolare nelle stazioni radio di musica pop. Nonostante la sua notorietà fosse calata velocemente dopo il suo momento di maggiore notorietà, raggiunse la prima posizione delle classifiche in Norvegia. Vennero fatti inoltre numerosi remix della traccia. Sandstorm viene a volte riprodotta durante gli eventi sportivi americani per esaltare gli spettatori.
Nel 2019 Sandstorm ha acquisito ulteriore popolarità su Internet a seguito dall'apparizione di Darude alla finale del TI4, quarta edizione dell'International di Dota 2, durante la quale ha eseguito il brano.

## Il video
Il video della traccia, in parte girato nella piazza del Senato di Helsinki, mostra due persone (un uomo ed una donna) che inseguono una ragazza con una valigia. Durante il video, Darude appare in ogni luogo in cui corrono gli inseguitori e la ragazza fuggitiva. Verso la fine del video, la donna che scappa con la valigia inciampa cadendo a terra. Subito dopo, uno degli inseguitori (la donna) tradisce il partner facendogli perdere i sensi dopo averlo colpito con un calcio. Il video termina mostrando le due donne che portano la valigia in una nave dove le attende il musicista.

## Nei videogiochi
Il brano è apparso in videogiochi quali NHL 11, NHL Slapshot, DDRMAX Dance Dance Revolution, Dance Central 2, e in alcune uscite della serie intitolata Jubeat (UBeat, Jukebeat, e Jubeat Knit). La traccia è anche presente nelle pause fra una partita e l'altra negli streaming LCS e Summer Promotion Series del gioco online League of Legends. Inoltre è uno dei sottofondi nel menù di F1 2000 per PS1.

## In televisione
Il brano è apparso durante l'episodio pilota della serie Queer as Folk, trasmesso il 3 dicembre del 2000 su Showtime.

## Tracce

### Edizione classica
1. Sandstorm (Radio Edit) – 3:46
2. Sandstorm (Original Mix) – 7:26
3. Sandstorm (JS16 Remix) – 7:21

Durata totale: 18:33

### Sandstorm (The Remixes) - EP[11]
1. Sandstorm (Radio Edit) – 3:40
2. Sandstorm (Extended) – 7:26
3. Sandstorm (Dallas Superstarts Remix) – 8:24
4. Sandstorm (Komytea Radio Remix) – 3:54
5. Sandstorm (Komytea Remix) – 7:40
6. Sandstorm (DJ Ray Aka Tom Hafman Remix) – 7:13
7. Sandstorm (Superchumbo's Sandy Storm) – 8:38
8. Sandstorm (Jan Driver Remix) – 6:16

Durata totale: 53:11

## Curiosità
Sandstorm viene spesso citata ironicamente su forum, blog e social network quando viene chiesto il titolo della canzone di sottofondo di un determinato video, film o cortometraggio.
Il primo di aprile 2015, come pesce d'aprile, cercando su YouTube una qualsiasi canzone si poteva notare la scritta: "Forse cercavi Darude - Sandstorm by Darude".
La squadra di calcio inglese del Tottenham utilizza questa canzone come "goal song", che è un brano che viene suonato nel momento in cui, per l'appunto, la squadra di casa segna un gol.